# Marisa van Eyle
Marisa van Eyle (Huizen, 29 juni 1964) is een Nederlands toneel-, televisie- en filmactrice. Ze is vooral bekend van haar vele bijrollen in zowel televisie- als filmproducties.

## Biografie
Van Eyle studeerde aan de Toneelschool Maastricht en werkte vervolgens mee aan verschillende theaterproducties. Zo maakte ze lange tijd deel uit van theatergezelschap De Trust onder leiding van Theu Boermans. Daarna was ze actief bij Het Toneel Speelt waarmee ze te zien was in onder meer de stukken Familie (2000) en Jozef in Egypte (2004). Ook speelde ze in De geschiedenis van de familie Avenier van Maria Goos dat in de periode 2005-2008 in verschillende Nederlandse theaters werd opgevoerd. Dit vierluik werd geregisseerd door Jaap Spijkers en vertelde het verhaal over de familie Avenier in een tijdsbestek van vijftig jaar; acteurs als Gijs Scholten van Aschat, Peter Blok, Carine Crutzen en Tjitske Reidinga speelden er in mee.
Naast toneel is Van Eyle ook in films en op televisie te zien. Zo speelde ze in de films Kracht (1990), 1000 Rosen (1994), Abeltje (1998), Zwartboek (2006) van Paul Verhoeven en Alles is Liefde (2007) van Joram Lürsen, als de tegenspeelster van Prins Valentijn (Jeroen Spitzenberger). Verder had ze rollen in series als Kinderen geen bezwaar, IC, De Daltons, de jongensjaren, Centraal Medisch Centrum, Keyzer & De Boer Advocaten en De bende van Sjako.

## Filmografie
- 1990 - Kracht - Slagersvrouw
- 1992 - Meneer Rommel - Juffrouw Gertruud
- 1994 - 1000 Rosen - Rita
- 1997 - Karakter - Juffrouw Sibculo
- 1998 - Abeltje - Juffrouw Klaterhoen
- 2000 - Baantjer (televisieserie): De Cock en de moord op de baron - Ada Kooy
- 2001 - Zus & Zo - Dorien
- 2001 - Familie - Bibi
- 2001 - Minoes - Mevrouw Ellemeet
- 2003 - Verder dan de maan - Tante Veronica
- 2005 - Kinderen geen bezwaar - Cliënte Wilma (2005-2006)
- 2006 - IC: Twee moeders - Carlijn
- 2006 - Zwartboek - Mevrouw Tjepkema
- 2007 - Alles is Liefde - Maria
- 2007 - Kapitein Rob en het geheim van professor Lupardi - Tante Annie
- 2007 - De Daltons, de jongensjaren: Profimarkt - Beveiligingsbeambte
- 2008 - Keyzer & De Boer Advocaten - Rechter Stokvis
- 2010-2011 - De bende van Sjako - tante Agaath
- 2011 - Verborgen gebreken - Mevr. Noorland
- 2012-2013 - De Meisjes van Thijs - moeder van Thijs
- 2013 - 20 leugens, 4 ouders en een scharrelei - Schooldirectrice
- 2013 - Mannenharten - Bazin van Wouter
- 2014 - Divorce - Sybil
- 2015 - Dokter Tinus - Heleen Dingemans
- 2016 - Paardenkracht - moeder
- 2016 -  Centraal Medisch Centrum -Patiënte met COPD
- 2018 - Ik weet wie je bent - Julia Meinderts
- 2018 - Flikken Rotterdam - voorzitter
- 2018 - All You Need Is Love - vrouw in vliegtuig
- 2020 - Rundfunk: Jachterwachter - nieuwslezeres
- 2020 - Kippenkracht - Hanneke
- 2021 - De K van Karlijn - dierenarts
- 2021 - Oogappels - klant
- 2021 - Dertigers
- 2021 - Yentl en de Boer de Serie - fabrieksmoeder / vrouw in wachtkamer
- 2021 - Sinterklaasjournaal - Trudy van Slag
- 2022 - Stromboli - Helene
- 2023 - Mascotte - Anja Meijer
- 2023 -  Eerste Hulp Bij Kerst - Chef
- 2024 -  Flikken Maastricht - Mevrouw Konings
- 2024 - De eerste keer - Oma van Shirley
- 2025 - De F*ckulteit - Adri

## Toneel
- 1988/2000 Trust ( later de theater compangie)
- 2003 - Annie M.G. de dochter van de dominee (Senf) - Annie
- 2007/2008 - De Geschiedenis van de Familie Avenier (Het Toneel Speelt)
- 2009 - Op hoop van zegen (Het Toneel Speelt) - Kniertje
- 2012 - Gijsbrecht van Amstel - Reien
- 2012/2013/2015 Soldaat van Oranje - Koningin Wilhelmina
- 2013/2014 The Normal heart - Dr. Emma Bookner
- 2015 Een Sneeuw (het toneel speelt) - Mia
- 2016 LULU (Toneelgroep Oostpool)
- 2022 Ongerijmd (Punch) - 4
- 2024 De man van La Mancha (Theateralliantie) - De Kapper/Huishoudster